# Henryk Peak
Henryk Peak är en udde i Antarktis. Den ligger i Västantarktis. Argentina, Chile och Storbritannien gör anspråk på området.
Terrängen inåt land är bergig åt sydväst, men åt nordost är den kuperad. Havet är nära Henryk Peak åt nordost.  Trakten är obefolkad. Det finns inga samhällen i närheten. 